# Vanderburgh County
Vanderburgh County är ett administrativt område i delstaten Indiana, USA. År 2010 hade countyt 179 703 invånare. Den administrativa huvudorten (county seat) är Evansville.  

## Geografi
Enligt United States Census Bureau har countyt en total area på 611 km². 608 km² av den arean är land och 3 km² är vatten. 

### Angränsande countyn
- Gibson County - norr
- Warrick County - öster
- Henderson County, Kentucky - söder
- Posey County - väster